# Contea di Wyndham-East Kimberley
La contea di Wyndham-East Kimberley è una delle quattro Local Government Areas che si trovano nella regione di Kimberley, in Australia Occidentale. Si estende su di una superficie di circa 121 189 chilometri quadrati ed ha una popolazione di 7 148 abitanti; si trova nella parte più settentrionale dello Stato.